# Sociedad Internacional de Economía Ecológica
La Sociedad Internacional de Economía Ecológica (ISEE, por sus siglas en inglés) se fundó en 1989 para promocionar la Economía ecológica y asistir a los economistas ecológicas y sociedades relacionadas. La sociedad publica una revista mensual, Ecological Economics, libros y otros materiales y realiza reuniones periódicas y conferencias para facilitar una voz para los economistas ecológicas.
La ISEE se presidió inicialmente por Robert Costanza quien también era el primer editor de la revista. Otros presidentes han sido: Dick Norgaard, John Proops, Charles Perrings, Joan Martínez Alier y Peter May. El presidente actual es John Gowdy y la presidenta-elegida para 2010-11 es Bina Agarwal, profesora de Economía del Instituto de Crecimiento Económico de la Universidad de Delhi de la India. La revista se edita actualmente por Richard Howarth.

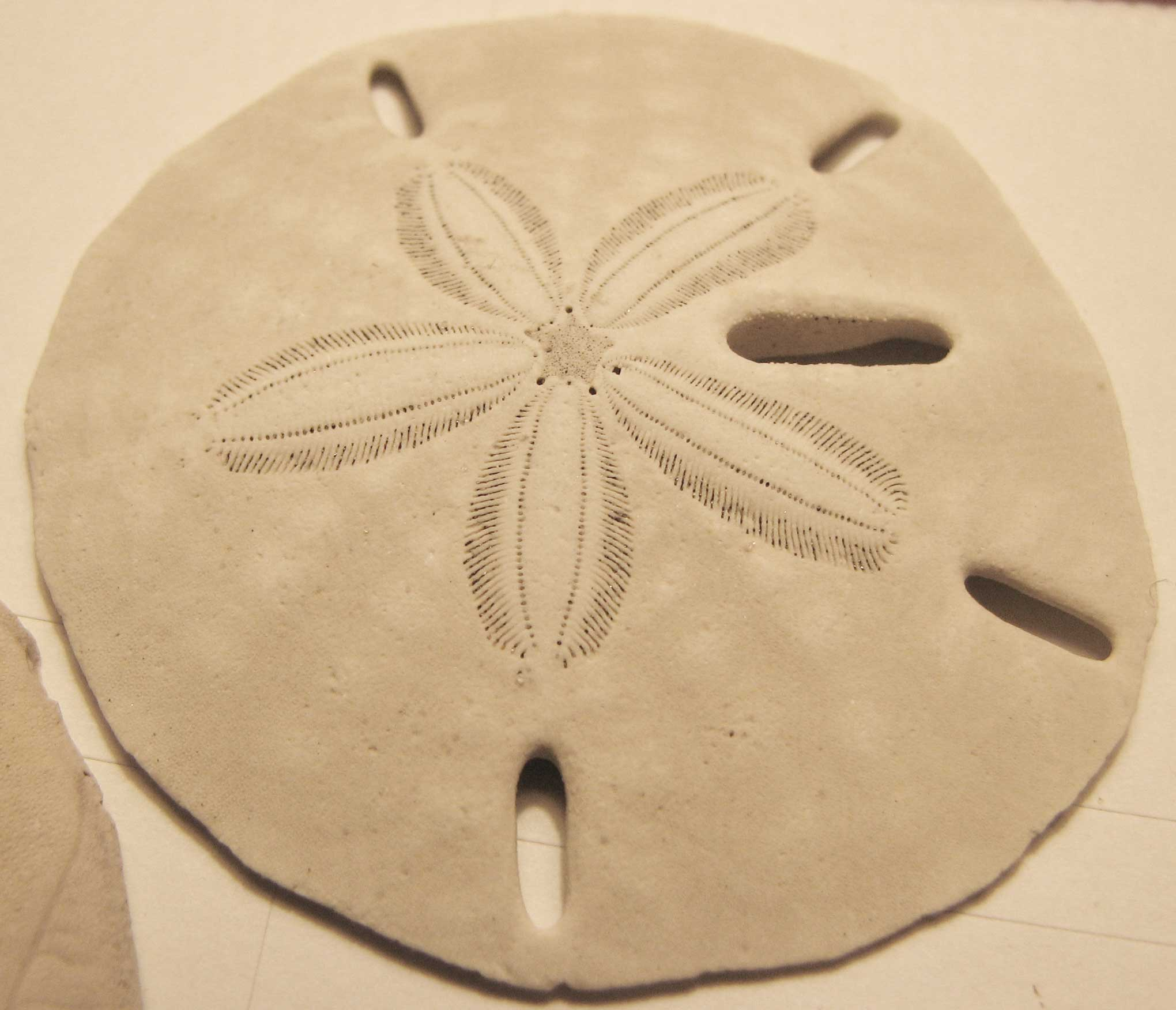
El Clypeaster o sand dollar es el símbolo de la ISEE.

Actualmente, la sociedad se divide en diez Sociedades Regionales:
- África (ASEE)
- Argentina y Uruguay (ASAUEE)
- Australia y Nueva Zelanda (ANZSEE)
- Brasil (EcoEco Brazil),
- Canadá (CANSEE)
- Estados Unidos de América (USSEE)
- La India (INSEE)
- Mesoamérica (SMEE)
- Rusia (RSEE)
- Unión Europea (ESEE)

También existe una Sociedad China de Economía Ecológica que no es afiliada a la ISEE y una Red Iberoamericana (REDIBEC). 
La undécima Conferencia Bianual de la ISEE que se titula, "Avanzando la Sostenibilidad en una Época de Crisis" Archivado el 31 de agosto de 2009 en Wayback Machine. tendrá lugar del 22-25 de agosto de 2010 en Oldenburg y Bremen, Alemania.